# جات ام داون (تگزاس)
جات ام داون (به انگلیسی: Jot Em Down) یک منطقهٔ مسکونی در ایالات متحده آمریکا است که در شهرستان دلتا، تگزاس واقع شده‌است. جات ام داون ۱۶۳٫۰۷ متر بالاتر از سطح دریا واقع شده‌است.